# Элхебши, Хана
Хана Эльхебши (англ. Hana Elhebshi), также известна как Хана Эль Хебши (англ. Hana El Hebshi; род. ок. 1985) — ливийская активистка и архитектор.

## Биография

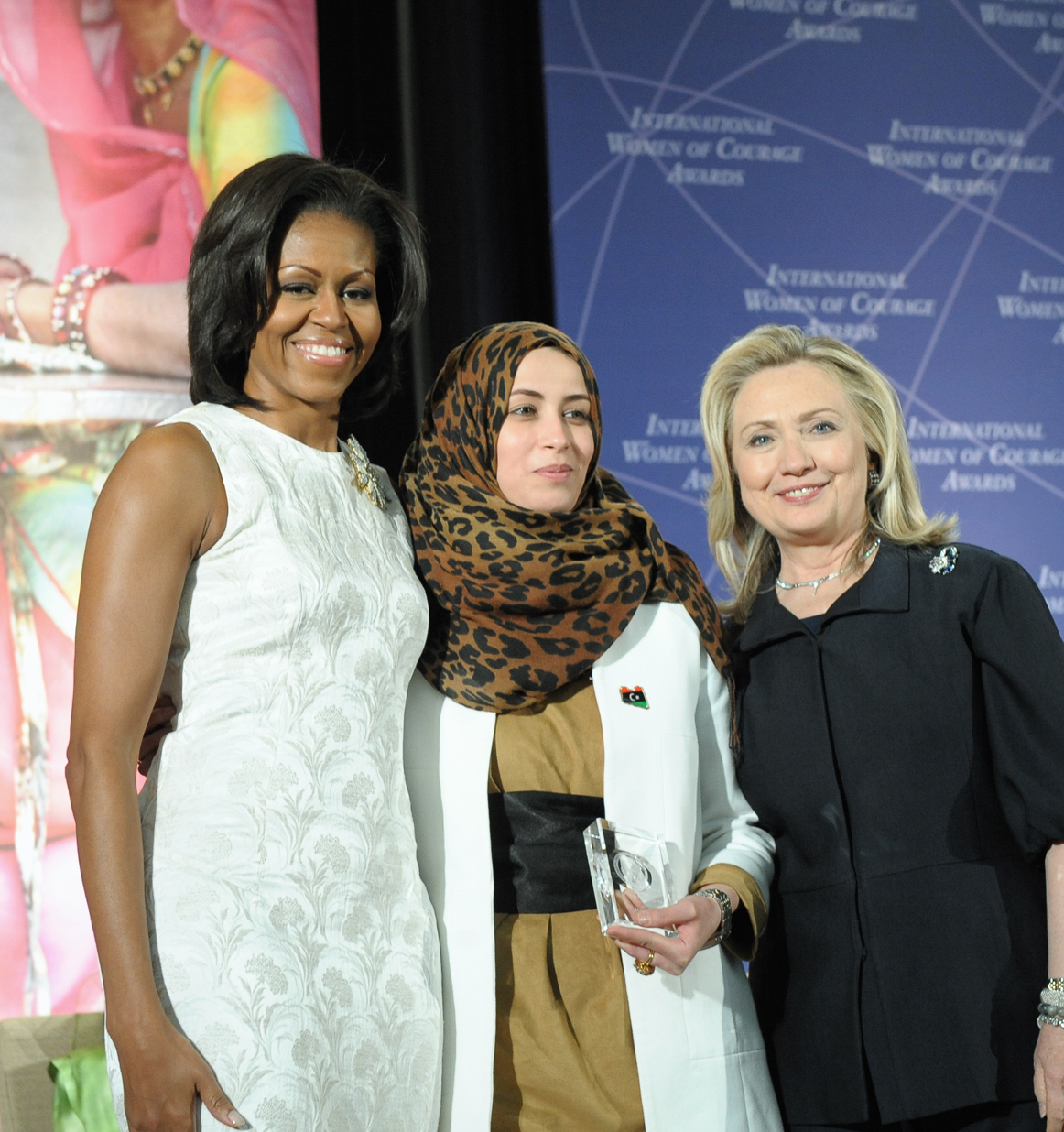
Хана Эль Хебши c государственным секретарём Хиллари Клинтон и первой леди Мишель Обамой в 2012 году

Работала архитектором в Триполи. Её отец был военным командиром ВВС на базе в Новиаге..
Во время Ливийской революции Эльхебши стала активисткой, хотя до этого не проявляла политической активности. Она стала киберактивисткой, сообщив об осаде Триполи онлайн. Эльхебши сообщила об ударах НАТО и обнародовала, сколько человек было убито режимом Муаммара Каддафи во время Ливийской революции. Она также хотела рассказать миру о страданиях в Ливии, которые продолжались в течение многих лет. Активистка использовала имя «Нумидия» для своей активности, что является отсылкой к её берберскому наследию, чтобы защитить свою идентичность. В рамках своих усилий по распространению информации она контактировала с новостными организациями, такими как Аль-Джазира. Также Эльхебши боролась за права женщин в Ливии.
Хана Эльхебши получила награду International Women of Courage 2012 года. Она была одной из десяти лауреатов в 2012 году, удостоенных награды на церемонии награждения Государственным департаментом США в Вашингтоне, округ Колумбия, с участием государственного секретаря Хиллари Клинтон и первой леди Мишель Обамы. Лауреаты премии также отправились в трёхнедельное турне по Соединённым Штатам, поделившись историями о своей деятельности. Тур включал остановки в Питтсбурге, штат Пенсильвания; Бозмен, Монтана; Цинциннати, Огайо; Ист-Лансинг, Мичиган; Индианаполис, Индиана; Джэксон, Вайоминг; Канзас-Сити, штат Миссури; Миннеаполис, Миннесота; Пенсакола, Флорида; Сент-Луис, штат Миссури; Солт-Лейк-Сити, штат Юта; и Сиэтл, Вашингтон.